# Francesco Colzi
Francesco Alfonso Faustino Colzi (Monsummano, 15 febbraio 1855 – Firenze, 4 aprile 1903) è stato un medico e chirurgo italiano.

## Biografia

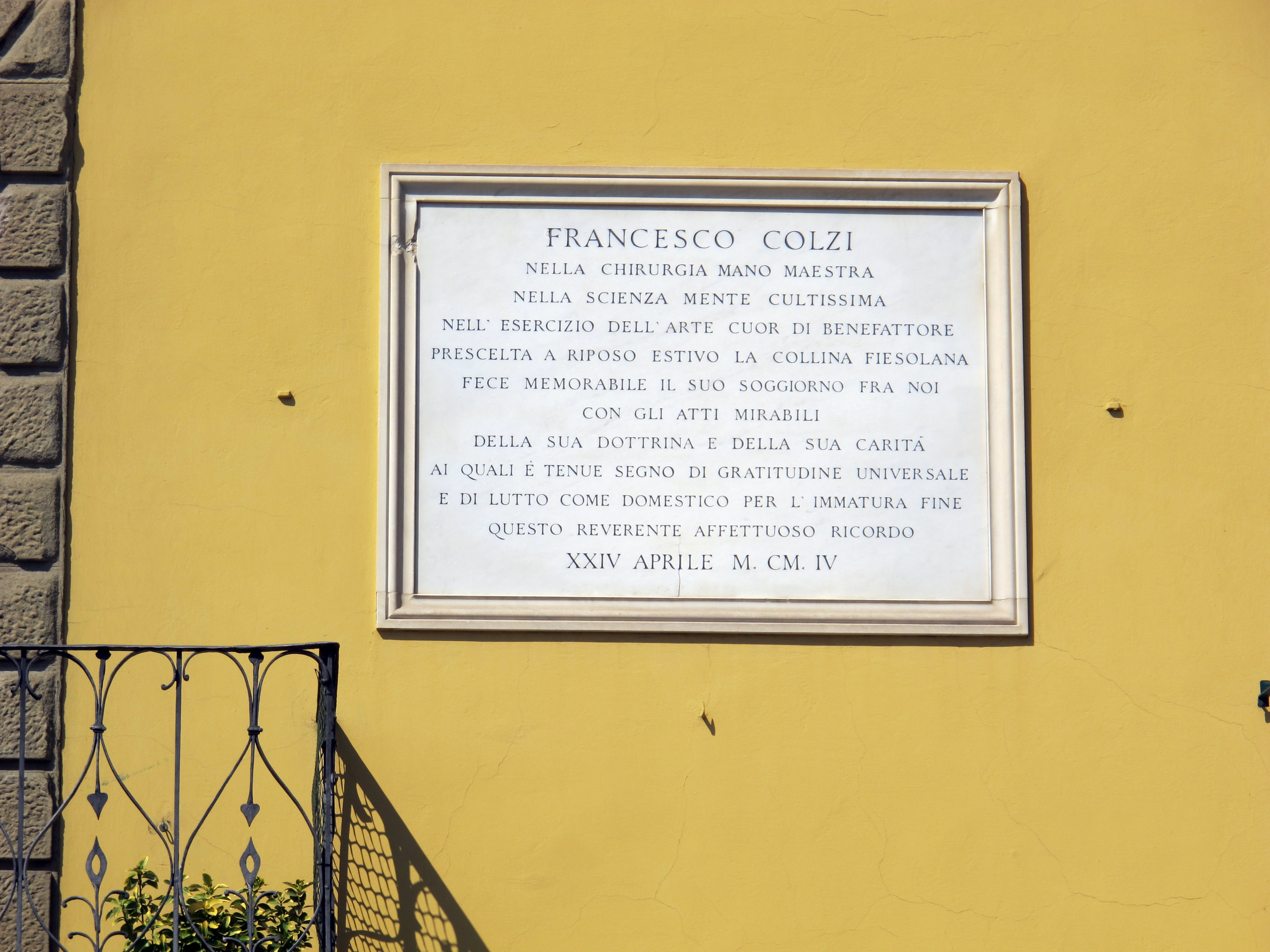
Fiesole, Targa posta dal Comune di Fiesole che fu luogo fi riposo di Francesco Colzi

### Formazione culturale
Nacque in un paese situato nella provincia di Pistoia da Ottaviano Colzi e Irene Brunetti. Frequentò il ginnasio a Pistoia, e in questo ambito, già durante gli studi liceali iniziò a capire che la medicina sarebbe stata la sua strada professionale. Studiò presso l'Università di Pisa e fu allievo tra gli altri di Pasquale Landi, noto chirurgo e professore dell'epoca. Dopo brillanti e precoci studi, arrivò a conseguire la laurea in medicina e chirurgia alla sorprendente età di ventidue anni all'Università degli studi di Firenze.

### Carriera ospedaliera
Nel biennio che va dal 1879 al 1881, ricoprì il ruolo di assistente nella clinica chirurgica di Firenze. Nel frattempo però, grazie alla bravura dimostrata in questo ruolo, conseguì la libera docenza in clinica chirurgica e medicina operatoria.
Nei due anni successivi viaggiò per l'Europa visitando e frequentando i più importanti centri chirurgici, con lo scopo di apprendere le nuove tecniche chirurgiche che si stavano perfezionando in quegli anni. Una volta tornato a Firenze, accettò la carica di settore di anatomia patologica, ruolo che ricoprì negli anni che vanno dal 1883 al 1887. In quest'ultimo periodo gli fu affidato l'incarico di aiuto della vlinica chirurgica allora diretta da Giuseppe Corradi, anch'egli noto chirurgo fiorentino, e nel 1893 assunse la cattedra di professore straordinario in materia di clinica chirurgica presso l'Università degli studi di Modena e Reggio Emilia. Soltanto dopo pochi mesi però, aveva già lasciato quel prestigioso ruolo per assumere l'incarico di direttore della clinica chirurgica di Firenze, succedendo al suo maestro di sempre, Giuseppe Corradi.

### Una tragica fatalità
Dopo intensi e numerosi anni dedicati all'approfondimento delle tecniche chirurgiche e alla pratica di “innumerevoli” interventi (si parla di settemila interventi totali e addirittura di giornate lavorative in cui egli riusciva a compiere tra quindici e venti trattamenti chirurgici), nel 1903, a soli 48 anni, una tragica conseguenza di una battuta di caccia a cui lui stesso stava partecipando in prima persona, lo portò a ferirsi gravemente con il suo fucile all'ascella sinistra.
Grazie alla sua grande capacità intuitiva, sviluppata con anni di esperienza medica e chirurgica, capì subito che la soluzione migliore per evitare la proliferazione dell'infezione sarebbe stata l'amputazione totale dell'arto colpito. Tuttavia la sua richiesta non venne accolta. Accorse da Padova infatti il professor Edoardo Bassini, convinto di poter salvare l'arto fermando la sepsi. Ciò non avvenne e Francesco Colzi morì a seguito di una gravissima infezione tetanica, confortato dall'enorme affetto dei suoi allievi.

### La riconoscenza dopo la morte
L'intera città partecipò a questo terribile dramma, a testimonianza dello spessore che Francesco Colzi aveva raggiunto grazie alla sua grande abnegazione durante la sua pur breve ma proficua carriera di professore e chirurgo.
Dopo la sua morte vennero innalzati due monumenti dedicati a lui: uno Pieve a Nievole opera di L. Guazzini, e un busto marmoreo a Tizzana. 
Del 1908 il busto in bronzo della scultrice Idalia Albertini per Monsummano Terme.

## Contributo all'evoluzione della chirurgia
La grande capacità e voglia di innovazione di Francesco Colzi è chiara in ogni campo: nella clinica, nella ricerca scientifica, soprattutto riguardo alla patologia e anche nella didattica universitaria. Il primo assioma che deriva dalle sue teorie è quello che afferma che “il chirurgo necessita di un lungo e articolato percorso di formazione per arrivare a svolgere al meglio la sua professione”. Egli stesso nei suoi anni universitari sfruttava al massimo i momenti in cui si praticava la dissezione anatomica e, come racconta Giuseppe Corradi, non sono poche le notti durante le quali egli si dilettava con dissezioni su cadaveri per affinare le sue conoscenze nell'ambito dell'anatomia chirurgica. In una prolusione del 1883 tenuta al corso di clinica chirurgica presso la facoltà medica di Modena esprimeva così il suo pensiero sull'impostazione che a suo parere bisognava dare all'apprendimento della chirurgia:
(Francesco Colzi)
Un secondo assioma in cui Colzi credeva molto era quello che recitava che il chirurgo deve essere per prima cosa un fine diagnosta, essere più attento del medico, e verificare immediatamente le sue ipotesi.

## Il suo ruolo di ricercatore
Fu però grazie alla sua ostinazione e alla sua perspicacia che Francesco Colzi ottenne i suoi migliori risultati nella ricerca scientifica. Egli aveva da sempre fatto della sala operatoria il suo "habitat naturale", a dimostrazione che la chirurgia era al centro dei suoi interessi; fu proprio in essa pertanto che riuscì ad avere le migliori intuizioni. Era infatti convinto che il chirurgo dovesse cimentarsi anche nel ruolo di ricercatore e cercare, anche grazie all'intervento chirurgico le cause della malattia.

### Studi post-operatori
Nella quasi totalità dei casi, immediatamente dopo il termine dell'operazione, si ritirava nel suo laboratorio per ricercare in modo rigoroso gli agenti eziologici che avevano causato lo scaturire della patologia. Ebbe così la grande capacità di definire il legame tra l'infezione tifica e le suppurazioni addominali. Scoprì inoltre le cause dell'osteomielite acuta infettiva, e descrisse gli aspetti istologici dell'actinomicosi, allora conosciuta come fungo raggiato.

### Studi riguardanti l'estirpazione di un organo
Un'altra attività di ricerca strettamente connessa alle sue pratiche chirurgiche fu quella con la quale cercò di stabilire le conseguenze connesse all'estirpazione di un organo. Praticando degli esperimenti su degli animali, si rese conto che nel caso di disturbi tireoprivi, essi si potessero evitare lasciando intatto un solo lobo o solo un quarto di tiroide. Osservò inoltre che con la riduzione dell'afflusso di sangue alla ghiandola, dovuta alla legatura dei vasi arteriosi, essa manteneva il suo regolare funzionamento. In virtù di questi studi, risultò capace di redigere delle nuove regole chirurgiche che sarebbero state utilizzate nei decenni successivi.

### Studi relativi a fegato e vie biliari
Indubbiamente però, il fiore all'occhiello dei suoi studi scientifici fu rappresentato dalle sue scoperte in ambito epato-biliare. Dall'osservazione, in sede autoptica, di una fistola colecisto-duodenale causata dalla presenza di calcoli biliari, giunse all'ideazione di un nuovo tipo di intervento chirurgico: l'anastomosi colecisto-enterica. Si recò per questo motivo nell'Istituto di fisiologia e testò la nuova tecnica sul cane. Nonostante le prime battute d'arresto, ancora una volta grazie alla sua enorme determinazione riuscì a perfezionare quella nuova tipologia di intervento.

## Le innovazioni nella tecnica chirurgica
Il segreto che permise a Francesco Colzi di distinguersi nell'ambito della chirurgia fu senza ombra di dubbio il suo rigore nella cura di ogni dettaglio. La sua precisione nell'operare derivava da una profonda conoscenza dell'anatomia, da una capacità tecnica di livello eccezionale, maturata grazie alla sempre maggiore esperienza, ma anche dal controllo e monitoraggio costante del rischio chirurgico.

### Le modifiche nelle regole di disinfezione e preparazione della sala operatoria
Forte della convinzione che una giusta manovra antiseptica favorisse un corretto svolgimento dell'intervento, Colzi si raccomandava sempre che sia il chirurgo che il degente arrivassero perfettamente sterili al tavolo operatorio. Inoltre veniva dato molto peso anche alla pulizia e disinfezione del campo operatorio. Venivano inoltre preparate delle soluzioni antisettiche ad hoc per la sterilizzazione dei tessuti necessari durante l'operazione.

### La cura maniacale per il paziente, prima e dopo l'intervento
Molto curata era la scelta della giusta sostanza anestetica; molte volte si preferiva il cloroformio. Inoltre in sede operatoria si cercava sempre di evitare che il paziente potesse accusare problemi di ipotermia. Per questo motivo la sala operatoria era costantemente riscaldata. Ampio controllo veniva inoltre garantito al degente anche durante il decorso post-operatorio. Gli aspetti che secondo Francesco Colzi necessitavano di continuo monitoraggio erano fondamentalmente tre: la sedazione del dolore, la costante disinfezione della ferita e il controllo della corretta nutrizione del paziente.

### La grande capacità nella sutura
Nonostante l'epoca non permettesse il perfezionamento di grandi mezzi di studio e di ricerca, Francesco Colzi riusciva a preparare prima di ogni intervento il materiale più appropriato per la sutura che sarebbe andato a eseguire. Grande capacità venne dimostrata negli anni nelle suture intestinali, per le quali venivano preparati dei fili di seta molto sottili con degli aghi atraumatici. In questo modo l'anastomosi poteva essere praticata rispettando la vitalità dei tessuti. La sua tecnica di sutura si basava sul dovere fondamentale di non includere la mucosa nel punto. Così, in virtù di queste nuove conoscenze, Colzi riuscì ad eseguire con successo molte resezioni intestinali, alcuni reimpianti di ureteri sia nella vescica che nel retto, varie suture dell'ovaio, della colecisti e del parenchima epatico.

### I tipi di interventi più riusciti
Colzi aveva una grande capacità di sanare stenosi gastriche, di effettuare l'asportazione di enormi gozzi endotoracici attraverso tiroidectomie senza lesionare i nervi laringei inferiore e superiore. Elaborò per primo dei metodi chirurgici atti a risolvere l'ernia crurale e la resezione del ginocchio tubercolare. Inoltre si dilettò anche in operazioni di ortopedia molto all'avanguardia per quell'epoca. Non a caso oggi la resezione diafisaria di radio e ulna negli esiti della sindrome di Volkmann è ancora nota come "l'intervento di Colzi".

## La sua grande caratura etica
Secondo Francesco Colzi, l'etica era alla base dell'operare medico. Egli stesso considerava fondamentale far sentire il paziente sempre importante. Molti sono i casi in cui preferiva rivelare verità scomode piuttosto che tenere il degente all'oscuro riguardo alle sue patologie. Inoltre non tentava mai l'intervento se il rischio di morte del paziente sotto i ferri superava una determinata percentuale.

## Scritti principali
- Sulla estirpazione della tiroide: studi sperimentali, in "Lo Sperimentale", 1884, pp. 349–380
- La chirurgia operativa sulle vie biliari e in specie della fistola colecisto intestinale, in "Lo Sperimentale", 1886, pp. 225–247
- Sulla etiologia della osteomielite acuta, in "Lo Sperimentale", 1889, pp. 471–501
- Contributo alla chirurgia delle vie biliari, Tipografia Cooperativa, Firenze, 1891
- Contributo alla cura chirurgica delle stenosi piloriche, in "Lo Sperimentale", 1892, pp. 319–358
- Resoconto delle operazioni eseguite durante l'anno scolastico 1891-92 nella clinica generale chirurgica di Firenze, Firenze, 1892